# Нетесанов, Василий Иванович
Василий Иванович Нетесанов (20 апреля 1910 года, село Васильевка, Оренбургская губерния — 2 декабря 1972 года, Орск, Оренбургская область) — старший оператор Орского нефтеперерабатывающего завода имени Чкалова Оренбургского совнархоза. Герой Социалистического Труда (1959).

## Биография
Родился в 1910 году крестьянской семье в селе Васильевка (сегодня упразднено). С 1934 года — разнорабочий на строительстве Орского нефтеперерабатывающего завода, затем — помощник оператора, оператор на этом же заводе. Участвовал в стахановском движении. Выполнял плановые задания в полтора-два раза. Во время Великой Отечественной войны трудился на заводе. После войны назначен старшим оператором. С 1951 года возглавлял смену на комбинированном двухпечном крекинге, которой руководил последующие двадцать лет. Внёс несколько рационализаторских предложений. Разработал и внедрил новый способ опрессовки оборудования, в результате чего срок эксплуатации установок и двухпечного крекинга был увеличен с 25 до 60 суток.
Указом Президиума Верховного Совета СССР от 19 марта 1959 года «за выдающиеся успехи, достигнутые в деле развития нефтяной и газовой промышленности» удостоен звания Героя Социалистического Труда с вручением Ордена Ленина и золотой медали Серп и Молот.
В 1971 году вышел на пенсию. Проживал в Орске. Скончался в декабре 1972 году.
Награды
- Герой Социалистического Труда
- Орден Ленина
- Орден Трудового Красного Знамени (25.06.1954)
- Медаль «За трудовую доблесть» — дважды (22.08.1942, 15.05.1951)